# Wustrower Dumme
Die Dumme ist ein etwa 30 km langer, linker bzw. westlicher Nebenfluss der Jeetzel (Jeetze) in Sachsen-Anhalt und Niedersachsen (Deutschland). In Abgrenzung zur Salzwedeler Dumme wird sie wegen ihres Mündungsortes auch als Wustrower Dumme bezeichnet. Sie ist namensgebend für Bergen an der Dumme und über weite Abschnitte Grenzfluss zwischen Niedersachsen und Sachsen-Anhalt.

## Name
Der Flussname „Dumme“, erstmals 1343 als de dummen erwähnt, ist germanischen Ursprungs. Möglicherweise leitet sich der Name vom
altniederdeutschen dumba ‚Staub(wolke)‘ oder dumma ‚Nebeldecke‘ ab. Als am wahrscheinlichsten gilt aber die Herleitung aus dem ebenfalls altniederdeutschen dumb bzw. althochdeutsch tumb ‚stumm‘. Der Name weist somit auf die langsame Fließgeschwindigkeit des Gewässers hin.

## Verlauf
Die Dumme entspringt bei der Gielauer Mühle aus dem Zusammenfluss des Großen und Kleinen Mühlenbachs und fließt ostwärts. Ab Harpe
wird sie in den Topographischen Karten auch als Dumme (Harper Mühlenbach) bezeichnet und bildet die Grenze zwischen der Altmark im Süden und dem niedersächsischen Wendland im Norden. Sie wendet sich mäandrierend nach Nordosten in die Obere Dummeniederung, nimmt vor Bergen von rechts die Alte Dumme auf und passiert den Ort östlich. Die Landesgrenze wird durch den Provinzialgrenzgraben  gezogen, dessen südlicher Arm der Dumme vor Bergen entgegenfließt und dessen nördlicher Teil unterhalb von Bergen bei dem Naturschutzgebiet Gain in die Dumme mündet. In dem Waldgebiet nimmt sie von links den Schnegaer Mühlengraben und etwas weiter unterhalb den Clenzer Bach auf. Sie strömt wieder als Grenzfluss ostwärts und scheidet die hügelige Landschaft bei Clenze von der feuchten Niederung im Süden. Ab der Kläranlage bei Bülitz hat die Dumme seit den 1970er Jahren nur noch eine breite, kanalartige Struktur. Vor dem Naturschutzgebiet Luckauer Holz wird der Hauptarm im schlanken Bogen im Norden um das Waldgebiet herumgeführt, passiert das namensgebende Wustrow westlich und mündet nördlich der Ortschaft in die von Süden kommende Jeetzel.
Der bei Bülitz abzweigende Grenzgraben fließt nach Osten und wird in den niedersächsischen Karten als Wustrower Dumme bezeichnet. Er entspricht dem historischen Verlauf der Dumme bis zur Einmündung der Schwarzen Laake, von wo er nach Norden und durch den Ort führte.